# Berel Lazar

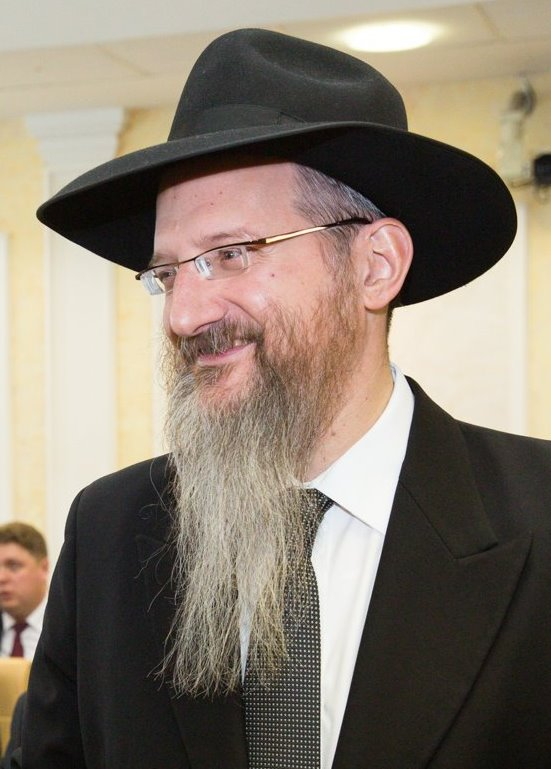
Berel Lazar (2014)

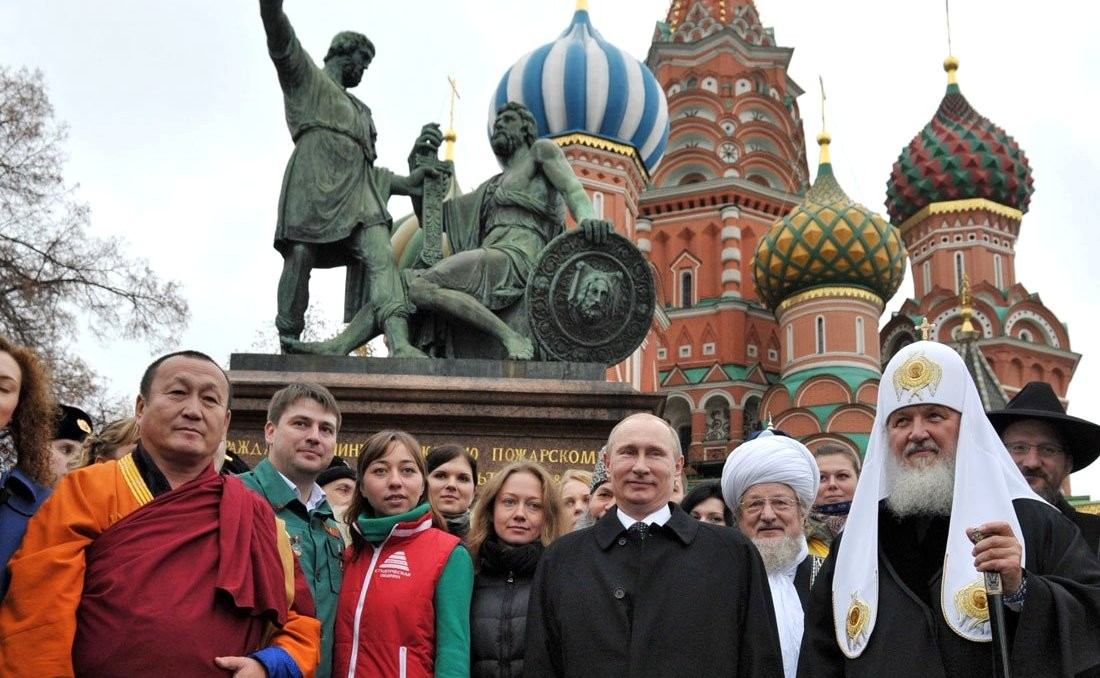
Vertreter der traditionellen Religionen – Pandito Hambo-Lama Damba Ajuschejew, Muchammad Rachimow, Talgat Tadschuddin, Kyrill I., Berel Lazar – zusammen mit Wladimir Putin am Tag der Einheit des Volkes (2012) vor dem Minin-und-Poscharski-Denkmal vor der Basilius-Kathedrale auf dem Roten Platz in Moskau.

Berel Lazar (Shlomo Dovber Pinchas Lazar, russisch Шломо Дов-Берл Пи́нхас Лазар; * 16. Mai 1964 in Mailand) ist ein orthodoxer Rabbiner, Anhänger von Chabad und seit 1999 Oberrabbiner von Russland sowie Vorsitzender der Föderation Jüdischer Gemeinden Russlands. Er gilt als enger Vertrauter Wladimir Putins. Lazar ist seit September 2005 Mitglied der Gesellschaftlichen Kammer Russlands, worin Vertreter verschiedener gesellschaftlicher Gruppen vertreten sind.